# Ruth Richardson
Pour l’article homonyme, voir Richardson.
Ruth Richardson, née le 13 décembre 1950, est une femme politique néo-zélandaise. Ministre des Finances de 1990 à 1993, elle est connue pour sa politique vigoureuse en faveur du marché libre.

## Biographie

### Carrière parlementaire
Elle est élue au Parlement de Nouvelle-Zélande en 1981. Elle se fait rapidement remarquer au sein du Parti national de Nouvelle-Zélande en soutenant une économie de libre marché, les privatisations, et la libéralisation du commerce. Ces positions contrastent considérablement avec les vues du Premier ministre Robert Muldoon, issu du même parti, alors en faveur d'une approche interventionniste fondée sur des emprunts à l'étranger. Ruth Richardson se distingue des autres femmes parlementaires, jusque là généralement cantonnées aux thématiques sanitaires ou sociales.
Quand le Parti national perd les élections de 1984, Ruth Richardson devient membre de l'opposition. Elle se fait remarquer pour son ferme soutien aux réformes économiques radicales lancées par le nouveau ministre des Finances issu du Parti travailliste, Roger Douglas. Ces réformes, surnommées « Rogernomics », conduisent à la privatisation des actifs de l'État, la suppression des droits de douane et des subventions, et l'application du monétarisme pour contrôler l'inflation. Elles sont considérées par de nombreux membres du Parti travailliste comme contraires aux politiques traditionnelles de la gauche. L'aile conservatrice du Parti national y est alors également hostile, notamment Robert Muldoon, opposant aux réformes de libéralisation du marché, qu'il considère comme une atteinte à l'autorité de l'État.

### Ministre des Finances
Quand le Parti national revient au pouvoir à la suite des élections législatives de 1990, Ruth Richardson dispose de suffisamment de soutien au sein du parti pour devenir ministre des Finances, un poste que le nouveau Premier ministre Jim Bolger destinait pourtant initialement à Bill Birch. Beaucoup pensent alors que le Parti national va adopter une politique plus prudente et conservatrice que le dernier gouvernement travailliste. Cependant, en arrivant au pouvoir, le nouveau gouvernement est confronté à une situation économique et budgétaire bien pire que ce que le gouvernement sortant avait rendu public. En particulier, la Banque de Nouvelle-Zélande, propriété de l'État, nécessitait une recapitalisation de plusieurs millions de dollars. Lors des premiers mois, le gouvernement annonce donc de sévères coupes dans les politiques d'aide sociale, afin de réduire le déficit budgétaire. Il libéralise aussi le droit du travail (notamment en mettant fin à l'inscription obligatoire à un syndicat et en introduisant le concept de « contrat de travail »). Alors que la réforme du droit du travail avait été promise dans le programme des élections de 1990, de nombreux soutiens du Parti national furent déçus par la poursuite des politiques initiées par Roger Douglas. Le premier budget de Ruth Richardson, qu'elle avait appelé par dérision « la mère de tous les budgets » — une expression qui la suivra pendant toute sa carrière — participe de son impopularité ; elle réduit en effet significativement la dépense de l'État dans de nombreux domaines, afin de réduire les déficits. Ruth Richardson devient l'une des personnalités politiques les plus impopulaires du pays.
Elle perd son poste de ministre des Finances en 1993 et est remplacée par Bill Birch. Bien qu'elle fût ministre pendant seulement trois ans, son héritage est important et plusieurs de ses réformes se sont inscrites dans la durée.
Plus important encore peut-être, aucun gouvernement néo-zélandais ne sera par la suite confronté à la mauvaise surprise des comptes budgétaires que le gouvernement Bolger avait connue en 1990. Le Fiscal Responsibility Act (maintenant inclus dans le Public Finance Act) exige que le Trésor publie les risques budgétaires auxquels sera confronté le prochain gouvernement avant chaque élection.

### Après le ministère
Ruth Richardson quitte le Parlement l'année suivante, mais continue de s'investir en politique en soutenant le parti ACT New Zealand. ACT, créé par Roger Douglas et ses alliés, promeut des politiques très proches de celles de Ruth Richardson. 
Elle a eu occupé de nombreuses fonctions liées à la gouvernance d'entreprise, et a fait partie de plusieurs conseils d'administration d'entreprises.